# Pirrolizin
Pirrolizin (A IUPAC/IUBMB által javasolt hárombetűs rövidítése: Pyl, egybetűs jelölés: O) a természetben előforduló, genetikailag kódolt aminosav. Szerkezetét tekintve hasonló a lizinhez, azonban a lizin oldallánchoz egy pirrolingyűrű(en) kapcsolódik. 22. aminosavként ismert pirrolizin érdekessége, hogy nincs eredeti genetikai kódja a 64 „szavas” kódszótárban, hanem az ún. stopjelek egyike, az UAG kódolja, és csak néhány metanogén archeafajban, illetve egy baktérium metántermelő enzimjeiben található meg. Ezen szervezetek különleges genetikai kódjában egy specifikus tRNS és a tRNS-szintetáz termeli.

## Katalitikus funkció
A pirrolizin szabadon elmozduló pirrolingyűrűje fontos szerepet játszik számos metiltranszferáz aktív centrumának működésében. A feltételezett mechanizmus szerint egy karboxilcsoportot tartalmazó csoport (glutamát) protonja az imingyűrű nitrogénjét megprotonálja, ezáltal aktiválja a gyűrűt, és a szomszédos szénhez a metil-amin hozzákötődik nukleofil addíció során. A reakcióban képződött, pozitívan töltött nitrogén kölcsönhatásba kerül a deprotonált glutamáttal, melynek hatására a gyűrű orientációja megváltozik, és a metil-aminból származó metilcsoport hozzákötődik a korrinoid kofaktorhoz. A mechanizmus alapján egy CH+3 csoport vándorol át a kofaktor kobaltjára, amelynek oxidációs száma +1-ről +3-ra nő. Melléktermékként a metil-aminből ammónia fejlődik.